# Prix Hadiatou Sow du journalisme
Le prix Hadiatou Sow du journalisme est une récompense pour les femmes journalistes guinéennes.

## Historique
Le prix Hadiatou Sow du journalisme est remis annuellement lors d'une cérémonie depuis 2015.
La cérémonie 2022 a connu la présence du ministre Mamoudou Nagnalen Barry et de représentants d'institutions nationales et internationales.

## Origine du nom
Le prix porte le nom d'une pionnière de la presse guinéenne Hadiatou Sow.

## Objectif
Le Prix Hadiatou Sow du journalisme a pour objectif de promouvoir les talents journalistiques, notamment dans le journalisme d’investigation pour favoriser l’accès des femmes aux instances dirigeantes des médias et renforcer le pouvoir éditorial de celles-ci dans les médias,.

## 2018
- 22 juin 2018 au centre culturel franco-guinéen[5].

| N° | Portrait | Lauréat               | Structure                  | Catégorie                 |
| 1  |          | Marie Marcel Bangoura | Radio Télévision guinéenne | meilleur reportage télé   |
| 2  |          | Sidibé Condé          | Radio parlementaire        | meilleure reportage radio |
| 3  |          | Kadiatou Diallo       | Vision guinée              | Presse en ligne           |

## 2021
- 17 décembre 2021[7]

| N° | Portrait | Lauréat                 | Structure         | Catégorie                             |
| 1  |          | Hadiatou Barry          |                   | meilleur reportage télé               |
| 2  |          | Asmaou Barry            | groupe Lynx/Lance | presse écrite                         |
| 3  |          | Fatoumata Mabinty Touré |                   | Prix photographe de presse            |
| 4  |          | Rachelle Tendouno       |                   | prix camérawoman                      |
| 5  |          | Kadiatou Diallo         |                   | prix technicienne TV                  |
| 6  |          | Hadja Yayé Haby Barry   |                   | prix spécial archive et documentation |
| 7  |          | Oumou Khaïri Chérif     |                   | prix spécial de pionnière             |

## 2022
- 23 décembre 2022 et pour ville invité d’honneur Nzérékoré.

| N° | Portrait | Lauréat              | Structure         | Catégorie                 |
| 1  |          | Agnès vacille Fofana | Djoma Tv          | meilleur reportage télé   |
| 2  |          | Makan Soumaoro       | Espace forêt      | meilleure reportage radio |
| 3  |          | Adama Hawa Bah       | Guinée360.com     | Presse en ligne           |
| 4  |          | Mariam Diallo        | groupe Lynx/Lance | presse écrite             |